# NGC 6045
NGC 6045 es un conjunto de Galaxias en la constelación de Hércules, el conjunto constituye a NGC 6045A, NGC 6045B y NGC 6045C.
Basado en una velocidad de recesión de 9985 kilómetros p/ segundo, NGC 6045 está a unos 465 millones años luz de distancia, en buen acuerdo con las estimaciones de distancia-desplazamiento al rojo independientes de 465 hasta 485 millones de años luz.
- Datos: Q13088699
- Multimedia: NGC 6045 / Q13088699